# Ngọc nữ quan
Ngọc nữ quan hay hải thông (danh pháp: Clerodendrum mandarinorum) là một loài thực vật có hoa trong họ Hoa môi. Loài này được Diels mô tả khoa học đầu tiên năm 1900.